# Dorcus miwai
Dorcus miwai là một loài bọ cánh cứng trong họ Lucanidae.